# بانک ملی رومانی
بانک ملی رومانی (به رومانیایی: Banca Națională a României) بانک مرکزی کشور رومانی است که در آوریل ۱۸۸۰ تاسیس گردیده است. مقر این بانک در بخارست پایتخت این کشور قرار دارد. بانک ملی رومانی مسئولیت انتشار لئوی رومانی را بر عهده دارد و به همین ترتیب سیاست پولی را تعیین می‌کند، ذخایر ارزی را در اختیار دارد و نرخ ارز را اداره می‌کند.

## مسئولیت‌ها
وظایف اصلی بانک ملی رومانی موارد زیر است:
- تعریف و اجرای سیاست پولی و نرخ ارز؛
- صدور مجوز، تنظیم و نظارت بر مؤسسات اعتباری و ارتقاء و نظارت بر عملکرد صحیح سیستم‌های پرداخت با هدف اطمینان از ثبات مالی.
- صدور اسکناس و سکه به عنوان پول قانونی در رومانی.
- تنظیم نرخ ارز و نظارت بر رعایت آن؛
- مدیریت ذخایر مالی رومانی.

## نگارخانه

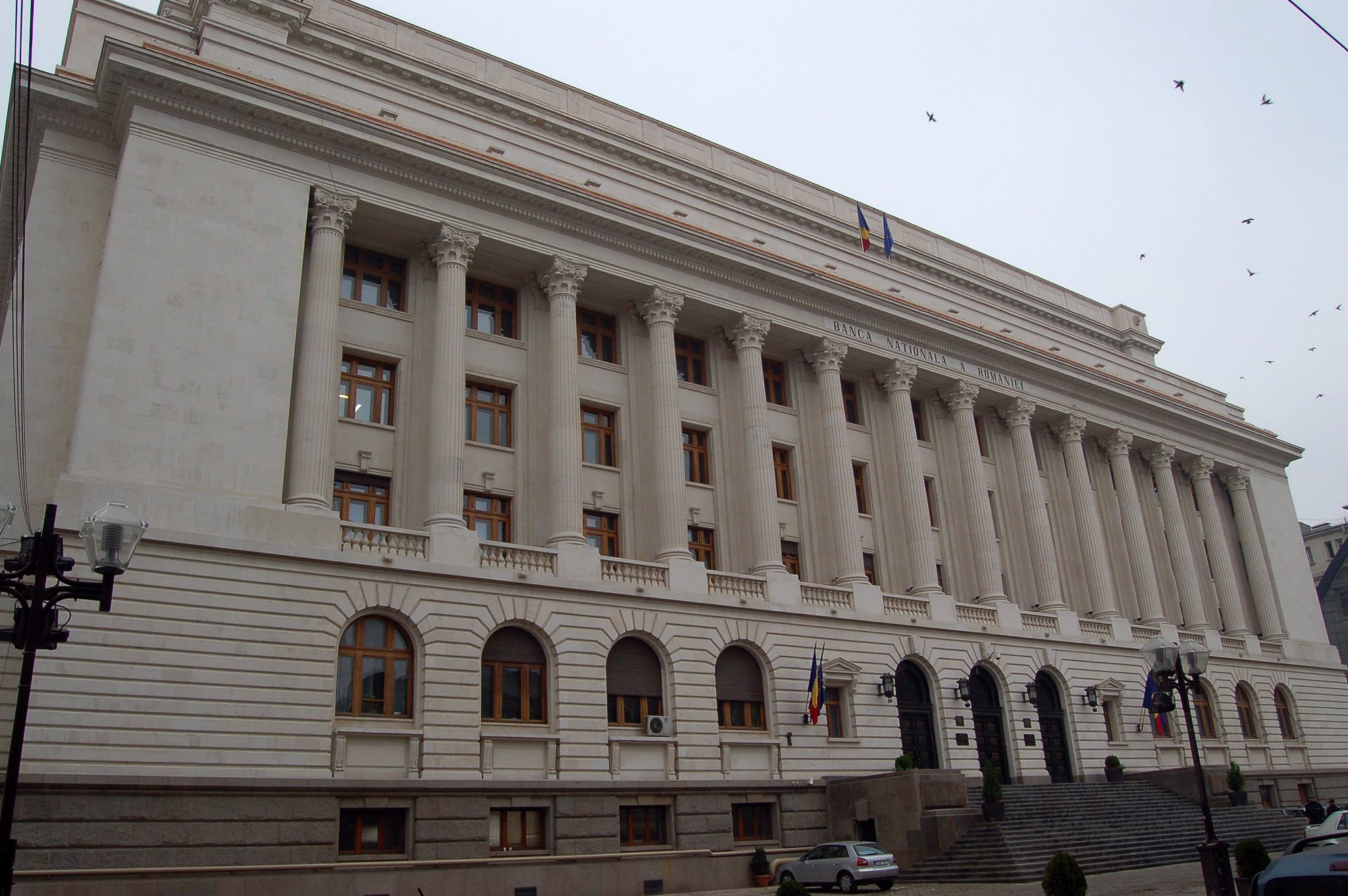
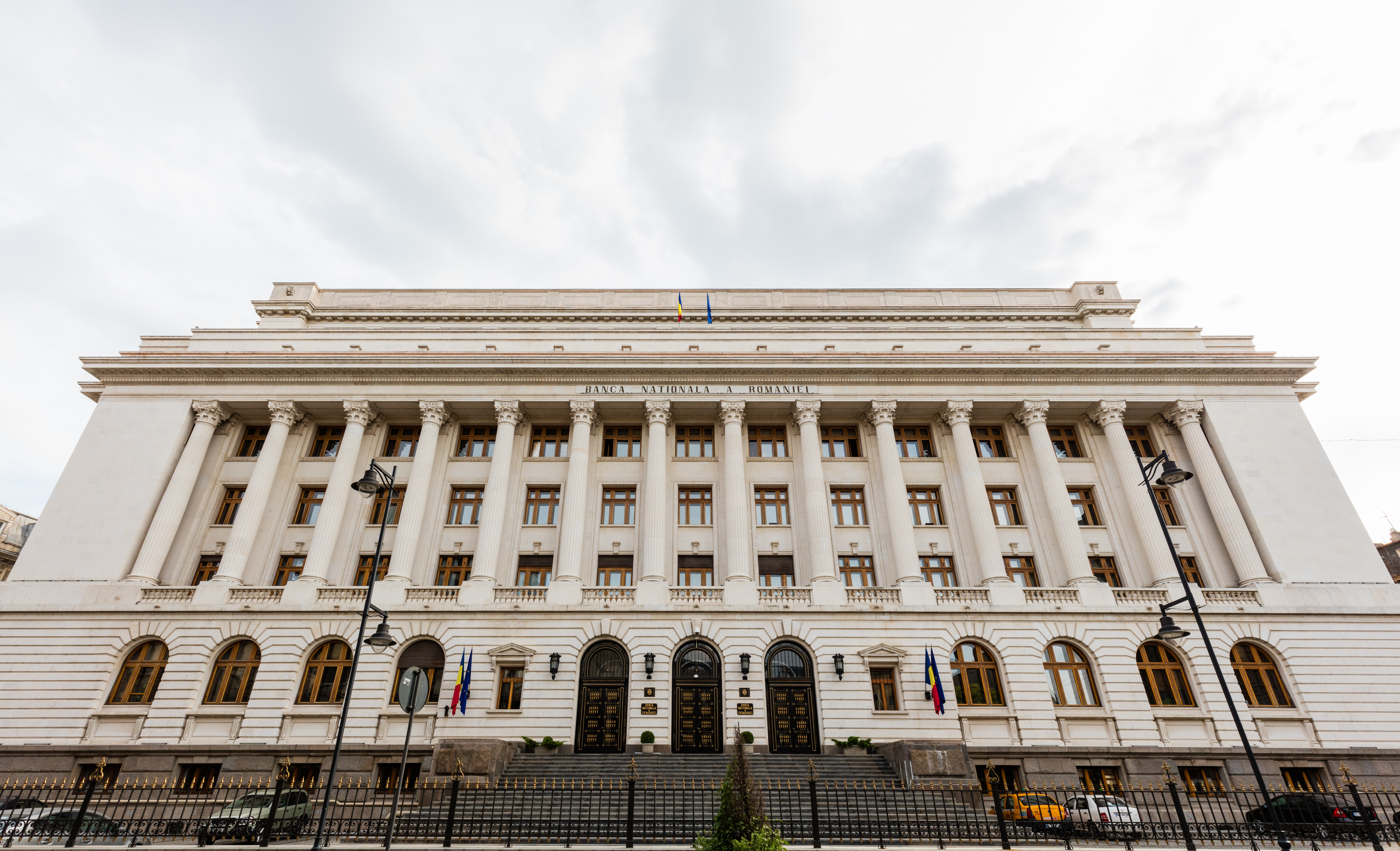
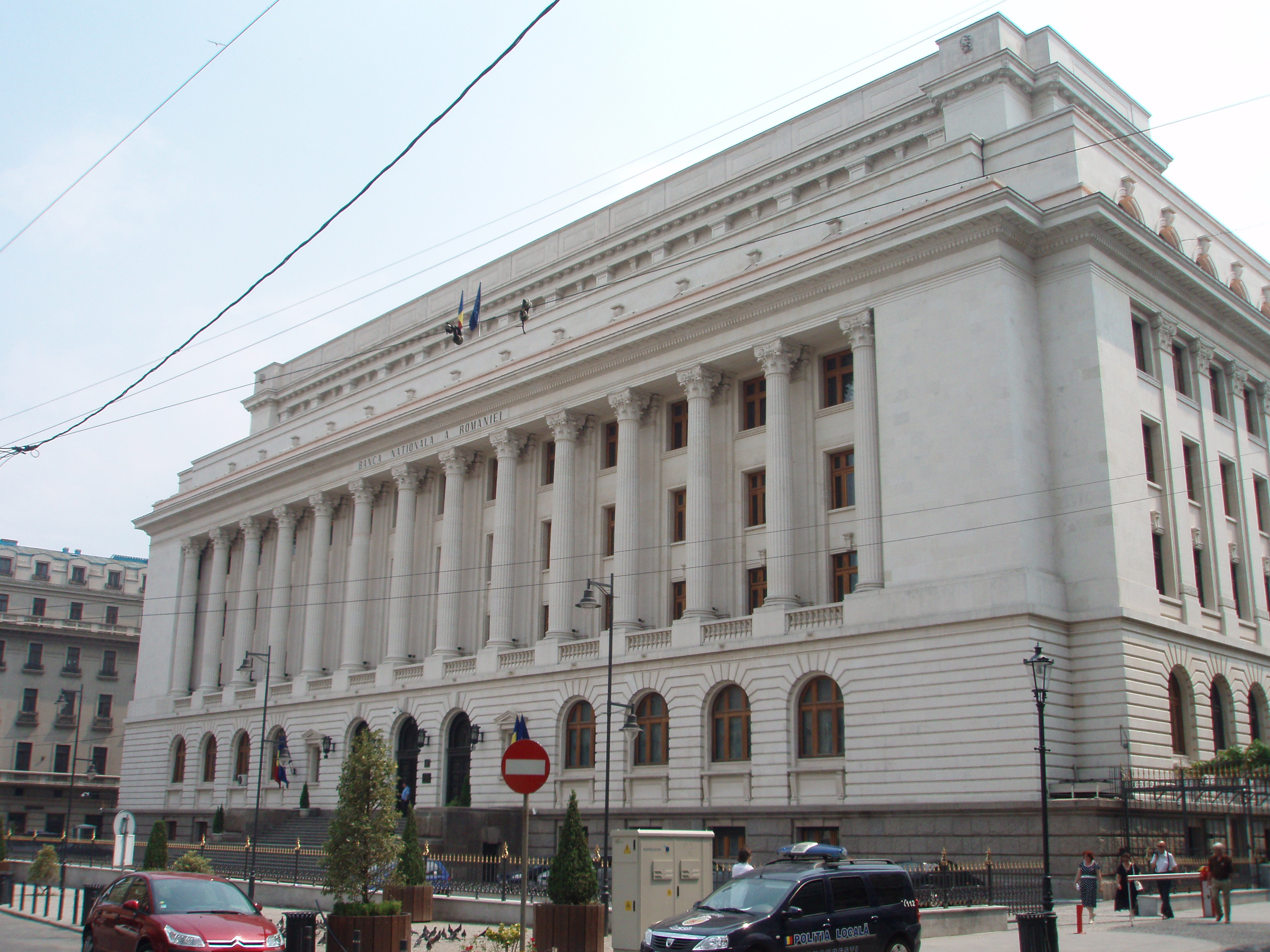
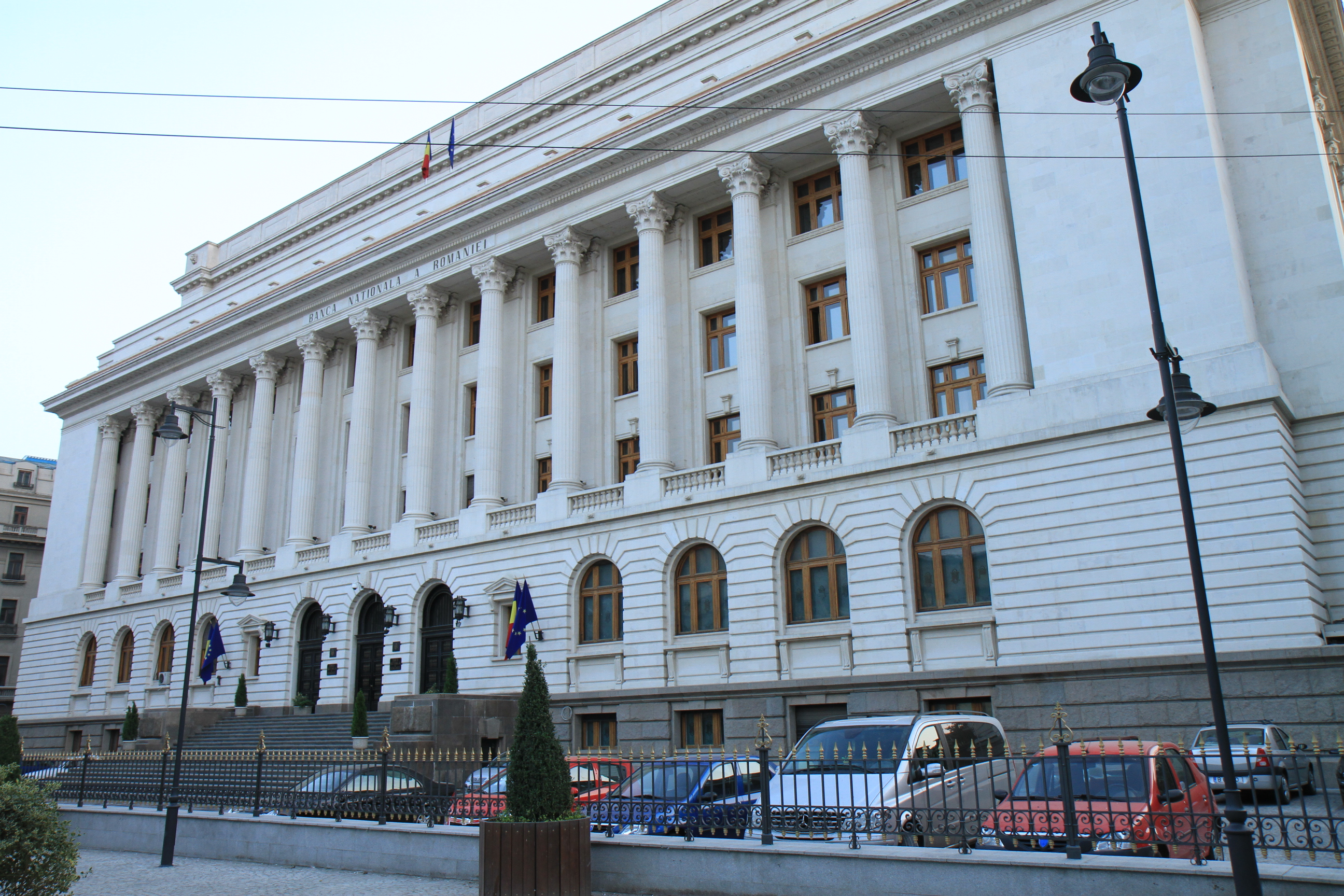
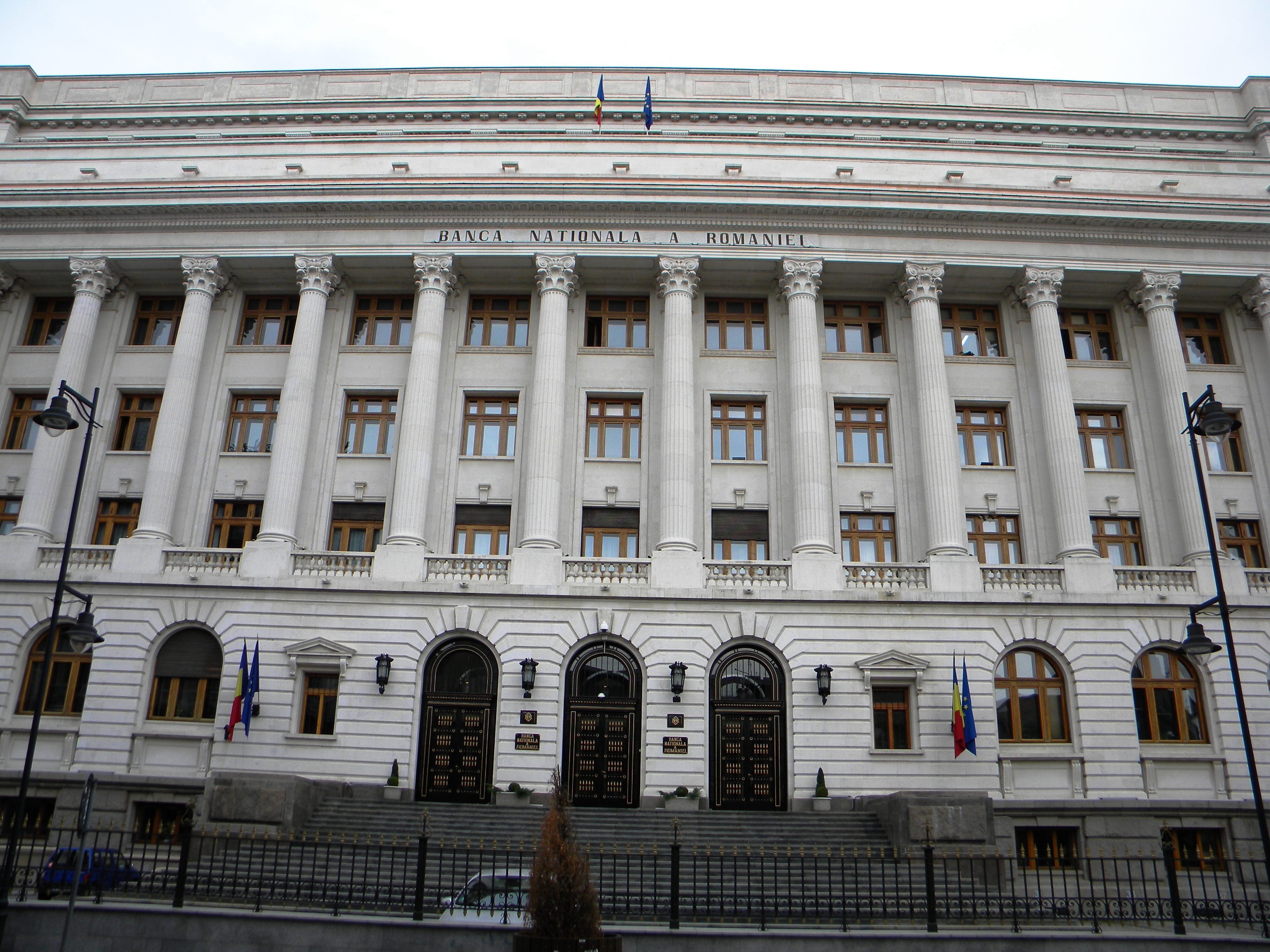
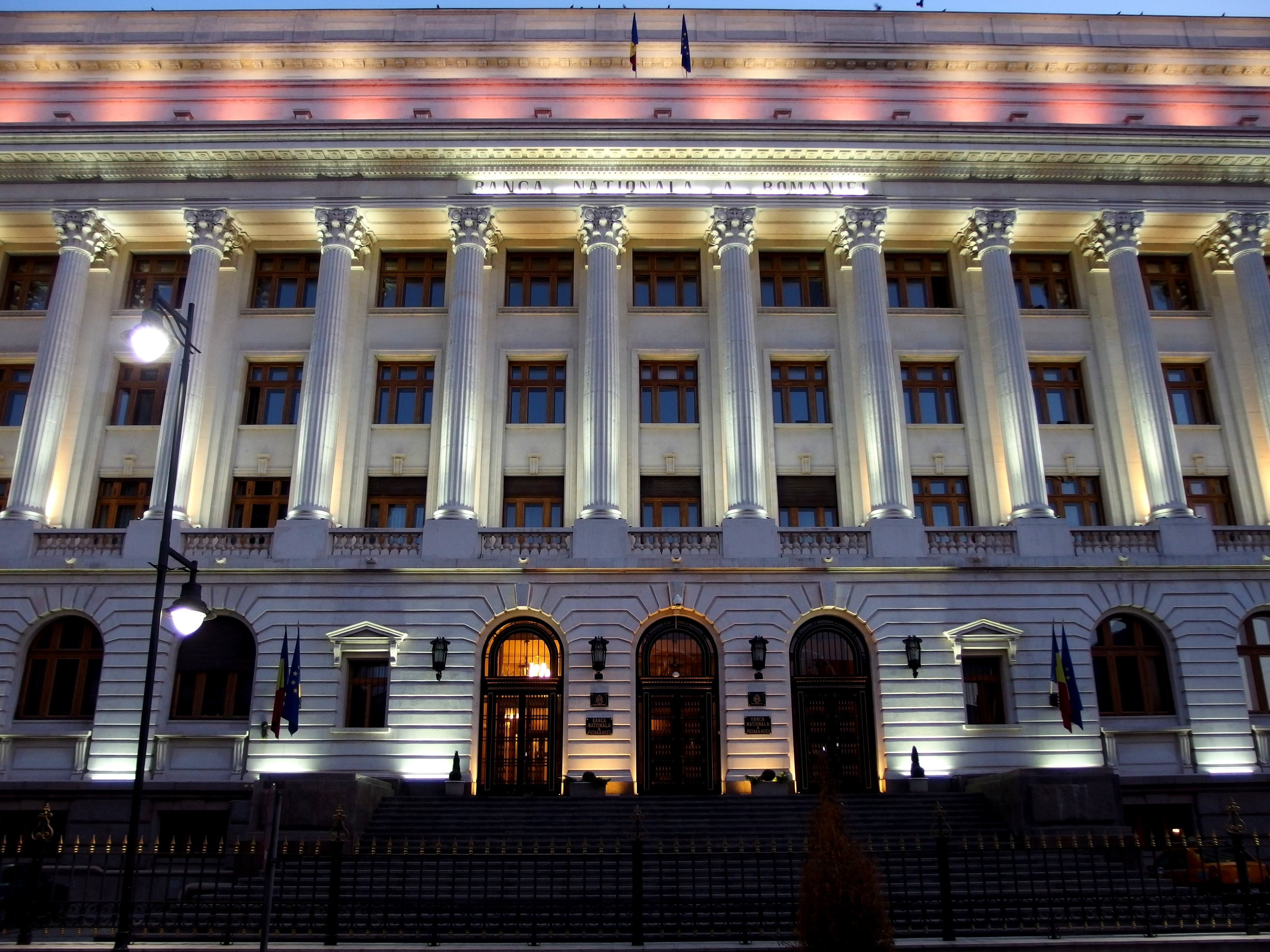
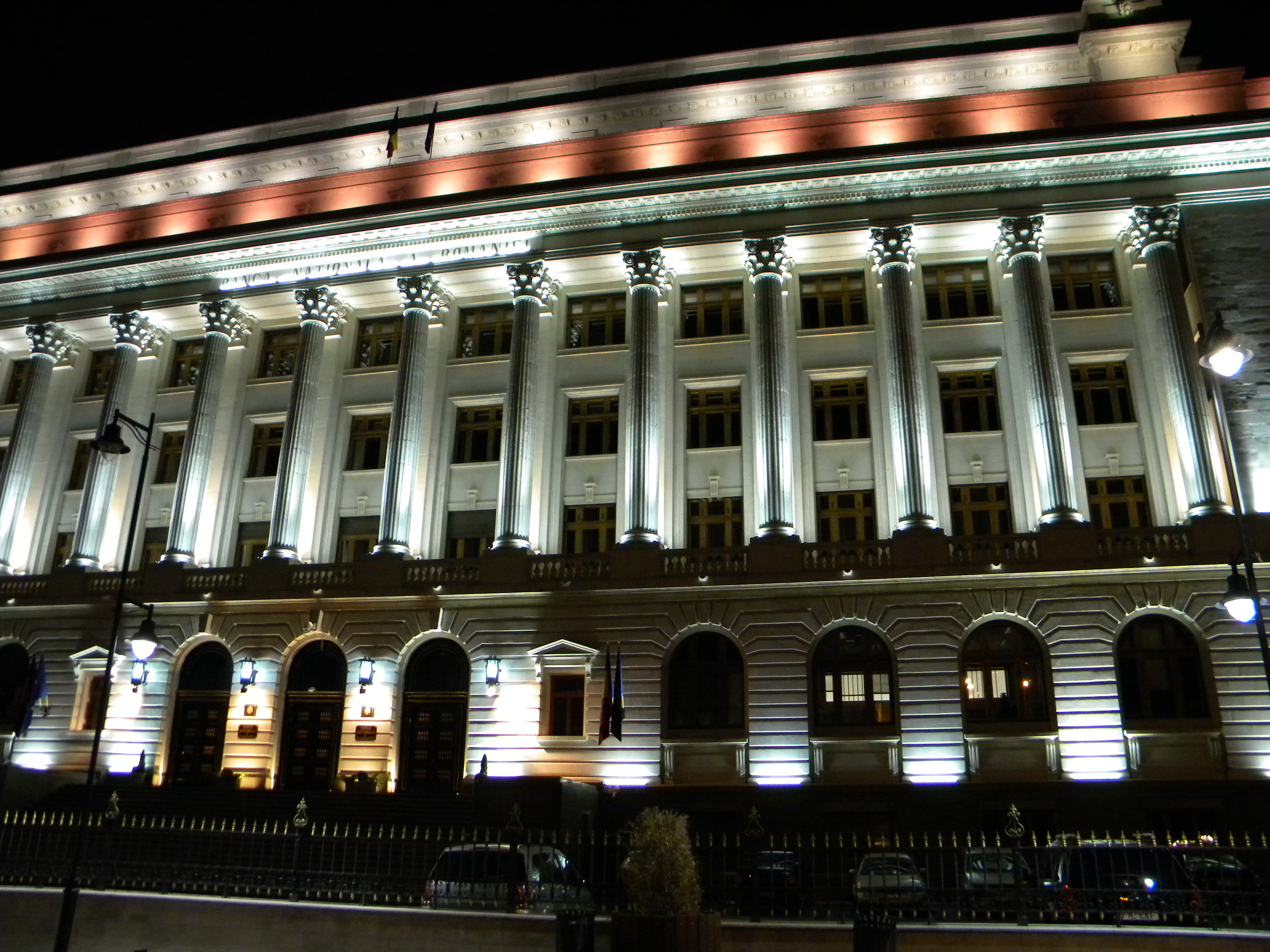
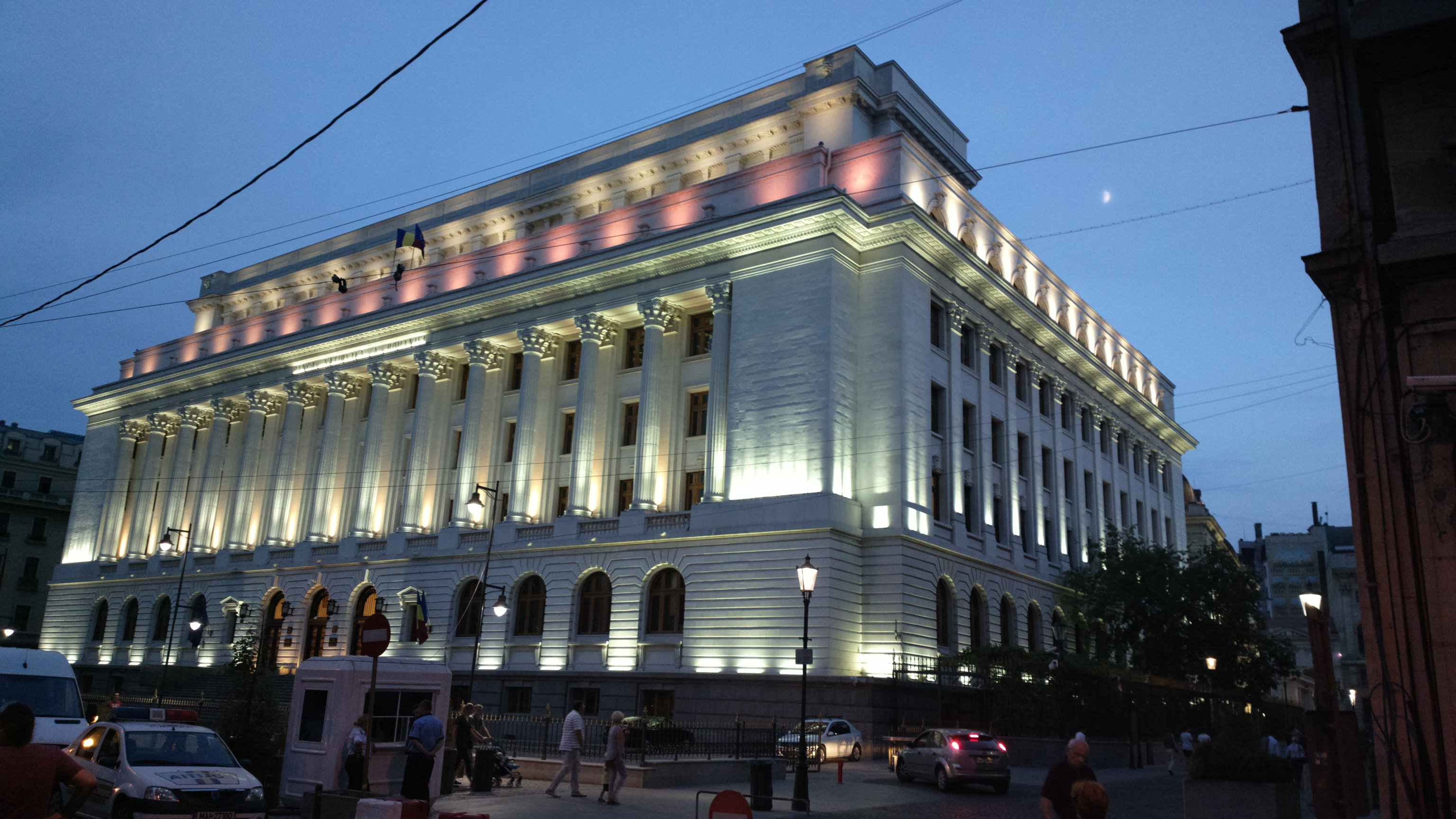
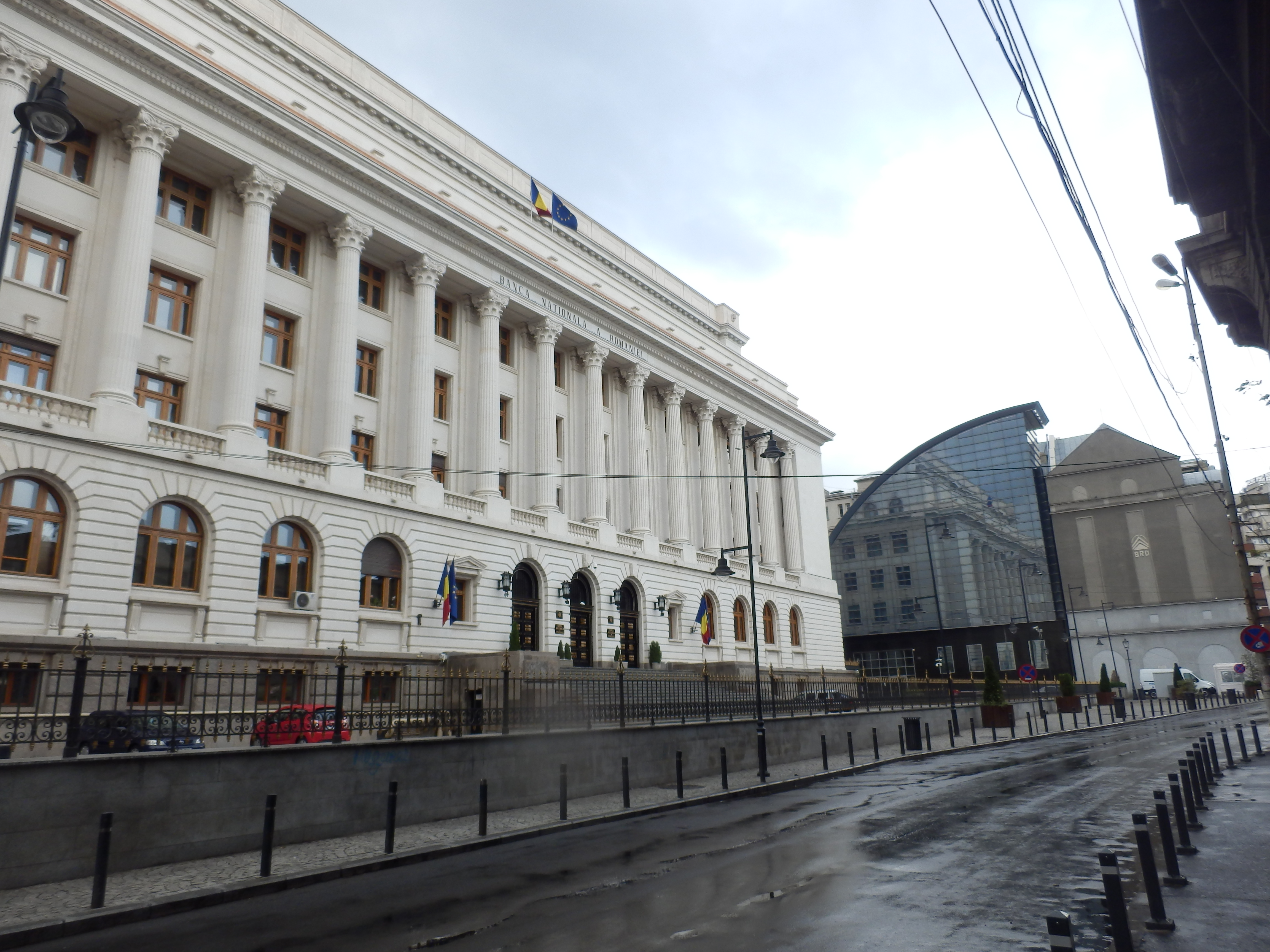